# 傑夫·拉斯金

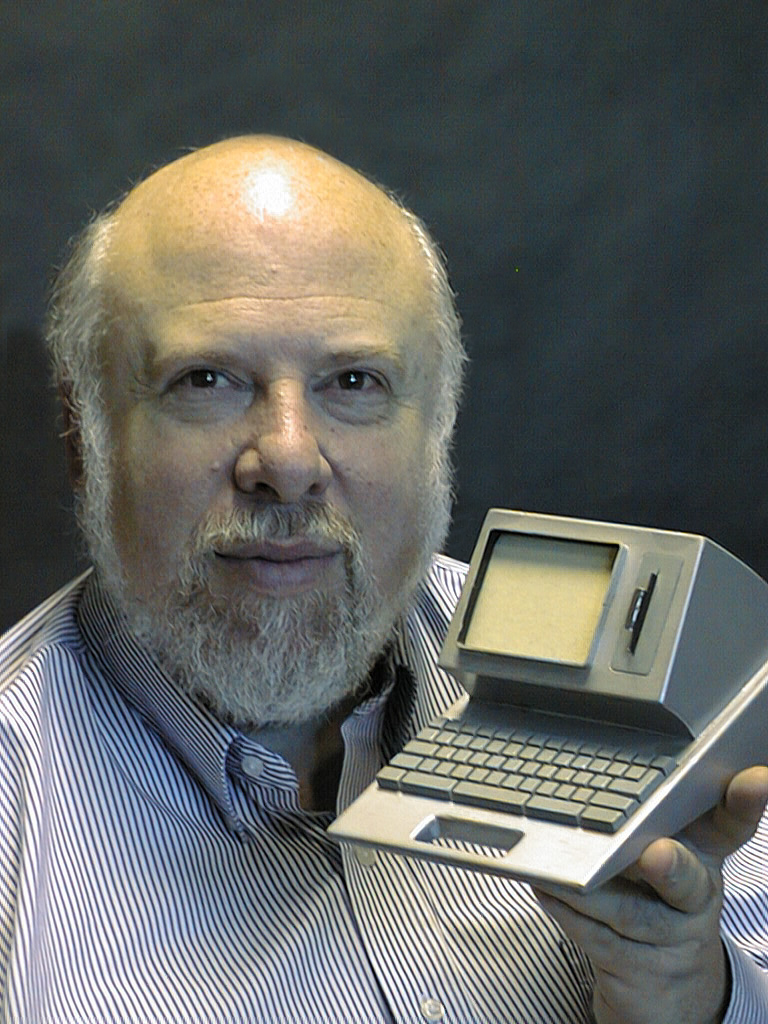
傑夫·拉斯金拿着佳能Cat的模型

傑夫·拉斯金（英語：Jef Raskin，1943年3月9日—2005年2月26日），生於美國紐約州紐約市，人機介面專家，最為人所知者為於1970年代後期為蘋果電腦創建麥金塔計劃。

## 生平
1943年出生於猶太人家庭。在紐約州立大學石溪分校取得數學與物理雙學士，副修哲學與音樂，之後在賓州州立大學取得電腦科學碩士，有完成博士班課程但未取得博士學位。然後他轉往加州大學聖地牙哥分校念音樂研究所，但沒多久改為研究視覺藝術，並取得美國國家科學基金會提供的獎金研究人機圖像介面。
1977年，在第一屆West Coast Computer Faire中，遇到去展示Apple II的史蒂夫·賈伯斯與斯蒂夫·沃兹尼亚克，在攀談後，史蒂夫·賈伯斯決定雇用他創辦的公司，Bannister and Crun，為Apple II撰寫BASIC程式使用手冊。1978年1月，傑夫·拉斯金加入蘋果電腦公司，成為公司第31位員工。
1979年，傑夫·拉斯金開始麥金塔研發計劃。
曾發言指稱OS X為一種退步。
2004年12月，拉斯金被診斷罹患胰腺癌，2005年2月26日於加州帕西菲卡病逝，享年61歲。
1. ↑  Elliott, Andrea. . The New York Times. February 28, 2005  [2017-09-22]. （原始内容存档于2013-05-24）.